# Сунтхаравет, Самак
Самак Сунтхаравет (тайск. สมัคร สุนทรเวช; 13 июня 1935, Бангкок, Таиланд — 24 ноября 2009, Бангкок, Таиланд) — премьер-министр Таиланда с 29 января по 9 сентября 2008 года, лидер Партии народной власти (тайск. พลังประชาชน). Протеже Таксина Чинавата.

## Биография
Родился 13 июня 1935 года в Бангкоке в семье Самиена и Умпхан Сунтхаравет.
Окончил колледж коммерции и университет Тхаммасат, также получил диплом университета Чулалонгкор и Bryant & Stratton College.
В 1968 году Самак вступил в оппозиционную Демократическую партию Таиланда, членом которой он оставался до 1976 года. В ней он возглавил правую фракцию, которую обвиняли в стремлении намеренно расколоть партию. Эти подозрения усилились, когда в 1976 году Самак Сунтхаравет становится заместителем министра внутренних дел. В этот период несколько активистов крайне левого крыла партии подверглись арестам. Он также обвинялся в соучастии в жестоком подавлении студенческих волнений 1976 года, направленных против возвращения в страну фельдмаршала Танома Киттикачона.
Многократно избирался членом парламента (1973—1975, 1976, 1979—1983, 1986—1990, 1992—2000, 2008).
В 1975—1976 годах — заместитель министра сельского хозяйства и кооперации.
В 1976—1977 годах — заместитель, затем — министр внутренних дел в правительстве Танина Краивичьена.
В 1979 году создаёт правую Тайскую гражданскую партию, победившую на муниципальных выборах в Бангкоке. Состоял в партии до 2000 года.
В 1983—1986 и в 1990—1991 годах — министр транспорта Таиланда.
В 1992 году — Вице-премьер в правительстве генерала Сучинды Крапраюна, вновь оправдывал силовые действия правительства против оппозиционных демонстрантов, назвав их «нарушителями спокойствия».
Один из соратников свергнутого в 2007 году премьер-министра Таксина Чиннавата. В 2000—2004 годах занимал пост Губернатора Бангкока.
В 2001—2006 годах — активный представитель новой партии «Тайцы любят тайцев» (Thai Rak Thai), которая являлась правящей при премьер-министре Таксине Чиннавате. В 2006 году избран сенатором.
Однако в 2007 году она была запрещена Конституционным судом страны. В ответ Самак возглавил Партию народной власти (People power Party или PPP), которая победила на парламентских выборах 2007 года. Был избран премьер-министром после победы его партии на парламентских выборах, сменив руководителя временного военного правительства Сураюда Чуланонта.
2 сентября Сунтхаравет в обстановке острого социального кризиса, ввёл в стране чрезвычайное положение. 9 сентября Конституционный суд Таиланда вынес постановление о невозможности дальнейшего пребывания Сунтхаравета на посту премьер-министра на основании незаконного оплаченного участия в телевизионном шоу. Должность премьера перешла первому вице-премьеру Сомчаю Вонгсавату.

## Смерть
В возрасте 73 лет Самак признался, что у него рак печени, перенёс лазерную операцию по удалению опухоли и 2 октября 2008 года прошёл курс лечения в международной больнице Бумрунград. 25 октября его выписали. Утром 24 ноября 2009 года стало известно, что в 8:48 Самак скончался в международной больнице Бумрунград от рака печени в возрасте 74 лет. Таксин Чиннават, бывший премьер-министр Таиланда, сказал: «Я и моя семья выражаем глубокую скорбь в связи с кончиной Его Превосходительства Самака, но я не смогу присутствовать на его похоронах». Похороны Самака прошли в храме Ват Бенчамабопхит и его кремация прошли в храме Дебсирин. На церемонии председательствовал наследный принц Маха Вачиралонгкорн, представляя короля и королеву. Его прах был развеян в заливе Саттахип на заключительной церемонии.

## Почётные звания
- Почётный доктор Российского химико-технологического университета (1997)[11][12]